# 维姆内
维姆内（法語：Vimenet）是法国阿韦龙省的一个市镇，属于罗德兹区。该市镇2009年时的人口为244人。

## 人口
维姆内人口变化图示
| 数据来源：INSEE |